# Canton de Valderiès
Le canton de Valderiès est une ancienne division administrative française, située dans le département du Tarn en région Midi-Pyrénées.

## Géographie
Ce canton était organisé autour de Valderiès dans l'arrondissement d'Albi. Son altitude variait de 160 m pour Crespinet à 595 m pour Crespin, avec une moyenne de 407 m.

## Histoire
- De 1833 à 1848, les cantons de Valence et de Valderiès avaient le même conseiller général. Le nombre de conseillers généraux était limité à 30 par département[1].

- Le canton est supprimé par le décret du 17 février 2014 qui entre en vigueur lors des élections départementales de mars 2015[2]. Il est englobé dans le canton de Carmaux-1 Le Ségala.

## Composition
Le canton de Valderiès comprenait huit communes et comptait 3 363 habitants, selon la population municipale au 1er janvier 2012. 
| Nom                  | Code Insee | Intercommunalité    | Superficie (km2) | Population (dernière pop. légale) | Densité (hab./km2) |
| -------------------- | ---------- | ------------------- | ---------------- | --------------------------------- | ------------------ |
| Andouque             | 81013      | CC Val 81           | 26,21            | 383 (2014)                        | 15                 |
| Crespin              | 81072      | CC Carmausin-Ségala | 14,15            | 125 (2014)                        | 8,8                |
| Crespinet            | 81073      | CC Val 81           | 9,15             | 172 (2014)                        | 19                 |
| Saint-Grégoire       | 81253      | CC Val 81           | 12,75            | 502 (2014)                        | 39                 |
| Saint-Jean-de-Marcel | 81254      | CC Carmausin-Ségala | 18,25            | 369 (2014)                        | 20                 |
| Saussenac            | 81277      | CC Val 81           | 17,39            | 566 (2014)                        | 33                 |
| Sérénac              | 81285      | CC Val 81           | 17,02            | 467 (2014)                        | 27                 |
| Valderiès            | 81306      | CC Carmausin-Ségala | 20,42            | 833 (2014)                        | 41                 |

## Représentation

### Conseillers généraux de 1833 à 2015
| Période | Période      | Identité                            | Étiquette           | Qualité |
| ------- | ------------ | ----------------------------------- | ------------------- | --- |
| 1833    | 1848         | Louis Calmès (1778-1856)            |                     | Avocat, conseiller à la Cour d'appel de Toulouse                                                               |
| 1848    | 1868 (décès) | Baron Augustin Gorsse               | Majorité dynastique | Général, député (1857-1868) maire d'Albi (1853-1857)                                                           |
| 1868    | 1886         | Gaspard Caussé (1815-1889)          | Droite              | Ancien conseiller à la Cour d'appel de Toulouse                                                                |
| 1886    | 1897 (décès) | Auguste Andouard                    | Républicain         | Notaire à Albi, maire de Sérénac (1878-1897)                                                                   |
| 1895    | 1904 (décès) | Gaston Andouard                     | Républicain         | Propriétaire à Albi                                                                                            |
| 1904    | 1910         | Jules Carcenac                      | Républicain radical | Greffier de la justice de paix à Valderiès, conseiller d'arrondissement                                        |
| 1910    | 1919         | Célestin Rieunaud                   | Act.lib.            | Propriétaire à Saint-Jean-de-Marcel, conseiller d'arrondissement                                               |
| 1919    | 1940         | Elie Raynal (1883-1961)             | Rad.                | Propriétaire, cultivateur Maire d'Andouque                                                                     |
|         |              |                                     |                     | |
| 1942    | 1945         | Ernest Gisclard                     | PDP                 | Géomètre Conseiller d'arrondissement, conseiller municipal de Valderiès Nommé conseiller départemental en 1942 |
|         |              |                                     |                     | |
| 1945    | 1961 (décès) | Elie Raynal                         | SFIO puis DVG       | Propriétaire, cultivateur Maire d'Andouque                                                                     |
| 1961    | 1980 (décès) | André Billoux                       | SFIO puis PS        | Attaché d'administration universitaire Maire de Sérénac Député (1973-1980)                                     |
| 1980    | 1992         | Janine Billoux (épouse d'A.Billoux) | PS                  | Retraitée de l'Education nationale Maire de Sérénac                                                            |
| 1992    | 2015         | André Cabot                         | PS                  | Technicien chef dans l'agriculture Maire de Valderiès Vice-président du Conseil général                        |

### Conseillers d'arrondissement (de 1833 à 1940)
| Période                                  | Période      | Identité                  | Étiquette | Qualité |
| ---------------------------------------- | ------------ | ------------------------- | --------- | --- |
| 1833                                     | 1848 (décès) | Claude Caussé (1785-1848) |           | Maire d'Arthès                                                                                              |
| 1848                                     |              | Honoré Favier fils        |           | Suppléant du juge de paix à Valderiès                                                                       |
|                                          |              |                           |           | |
| 1889                                     | 1895         | Célestin Cabot            | Droite    | Maire d'Andouque                                                                                            |
| 1895                                     | 1907         | Jules Carcenac            | Radical   | Greffier de la justice de paix à Valderiès                                                                  |
| 1907                                     | 1910         | Célestin Rieunaud         | Droite    | Propriétaire à Saint-Jean-de-Marcel                                                                         |
|                                          |              |                           |           | |
|                                          | 1937         | Henri Nègre               | SFIO      | |
| 1937                                     | 1940         | Ernest Gisclard           | PDP       | Géomètre, conseiller municipal de Valderiès                                                                 |
| 1940                                     |              |                           |           | Les conseils d'arrondissement ont été suspendus par la loi du 12 octobre 1940 et n'ont jamais été réactivés |
| Les données manquantes sont à compléter. |              |                           |           | |

## Démographie
| 1962  | 1968  | 1975  | 1982  | 1990  | 1999  | 2006  | 2012  |
| ----- | ----- | ----- | ----- | ----- | ----- | ----- | ----- |
| 2 884 | 3 125 | 2 821 | 2 669 | 2 840 | 2 805 | 3 181 | 3 363 |